# Bývale Přibyslavice
Bývale Přibyslavice è un villaggio ormai estinto ed in rovine a due chilometri a Nord da Stříbrná Skalice, nel distretto di Praha-východ, in Boemia Centrale. L'ultima persona che risulta vivente a Přibyslavice è František Škroup, morto nel 1945.
Ora le rovine sono di proprietà dell'Impresa universitaria forestale (Školní lesní podnik), con sede a Kostelec nad Černými lesy.

## Storia
Proprietà dei Signori di Talmberk nel 1403, passa sotto il controllo del Monastero di Sázava nel 1436. Nel 1525 secondo la cronaca di Stříbrná Skalice (che però venne ufficialmente aperta nel 1715, quindi due secoli dopo) fa parte dei domini della famiglia Šelmberk, signori di Komorní Hrádek e ciò venne confermato nel 1557. Non si hanno notizie riguardo a ciò che accadde dopo il 1597, data di estinzione dei Šelmberk, probabilmente il villaggio passò nelle mani della famiglia Valdštejn, successivi regnanti del castello di Komorní Hrádek, ma data la poca rilevanza del villaggio (nel 1654 vennero menzionate solo due fattorie) non si hanno certe fonti fino al 1697, dove il villaggio è nelle mani della famiglia Kounic.
Nel 1761 la duchessa Maria Teresa di Savoia comprò la tenuta dei Kounic presso Kostelec nad Černými lesy, perciò anche Přibyslavice passò sotto il suo dominio, incorporato come frazione del comune di Skalica.

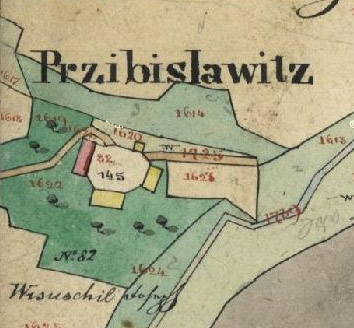
Mappa del catasto del 1842

Nella seconda metà del XIX secolo il villaggio subisce una chiara ricostruzione, in quanto confrontando le basi delle strutture rimanenti e la mappa del catasto del 1842 si notano chiare differenze. La prima metà del XX secolo segna il declino del villaggio, popolato solo da guardacaccia e boscaioli e sempre più abbandonato. Nel 1945 muore l'ultimo residente, František Kroupa.

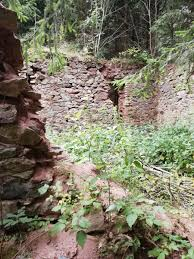
Ultima rovina visitabile a Přibyslavice nel 2018.

Ora le rovine sono di proprietà dell'Impresa universitaria forestale (Školní lesní podnik), con sede a Kostelec nad Černými lesy. Di giorno in giorno il bosco che avvolge le rovine diventa sempre più folto.

## Nella cultura di massa
- Přibyslavice è uno dei luoghi in cui è ambientato il videogioco Kingdom Come: Deliverance. Viene rappresentato nel 1403 come piccolo dominio abbandonato di Diviš di Talmberk, e diventa in seguito un accampamento di banditi. Spodestati i banditi, il giocatore può diventare balivo dell'insediamento completando una missione.